# 37218 Kimyoonyoung
37218 Kimyoonyoung è un asteroide della fascia principale. Scoperto nel 2000, presenta un'orbita caratterizzata da un semiasse maggiore pari a 3,1066172 au e da un'eccentricità di 0,0462418, inclinata di 17,12772° rispetto all'eclittica.